# Cristina Branco (Sängerin)

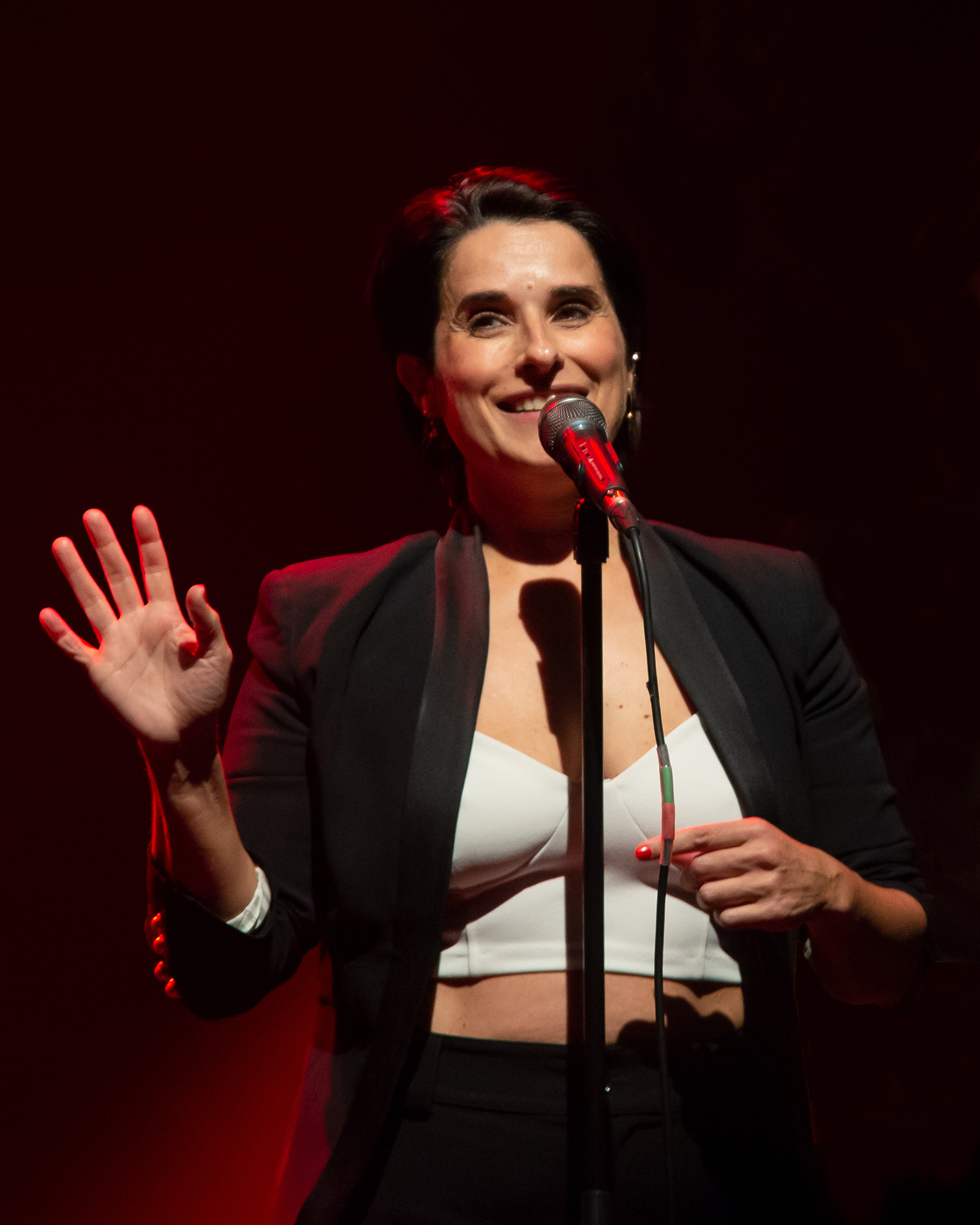
Cristina Branco (2022 beim französischen Jazzfestival sous les pommiers in Coutances)

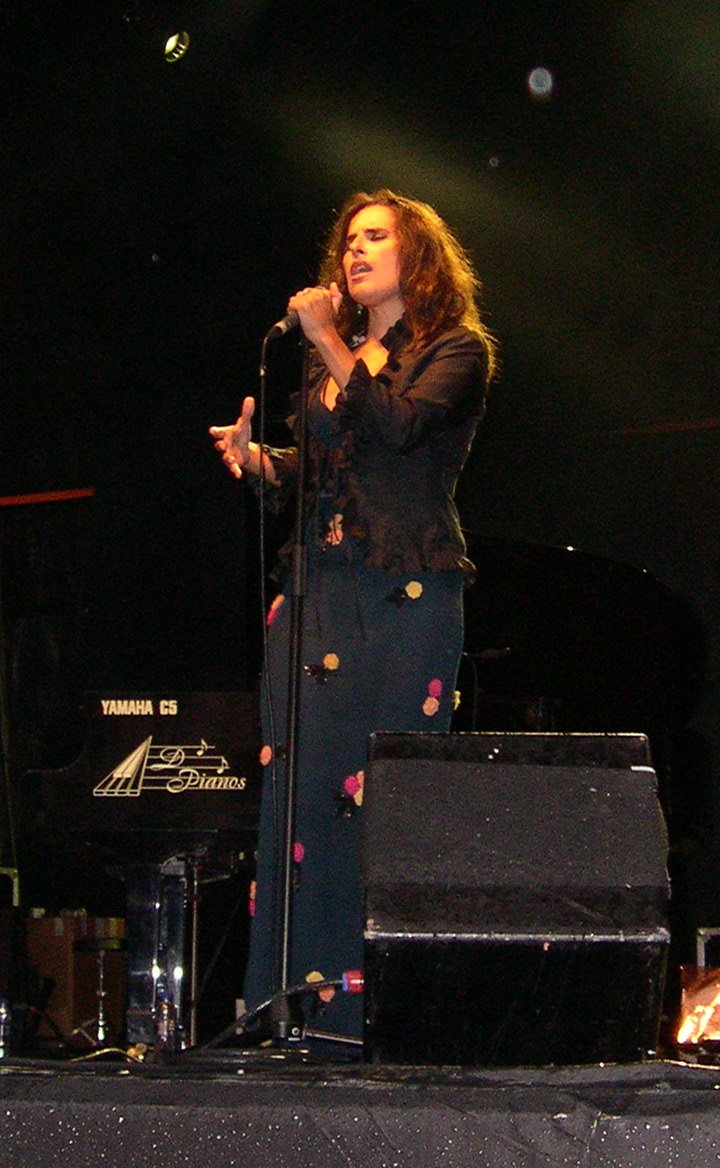
Cristina Branco in Gijón, Asturien 2007

Cristina Branco (* 1972 in Almeirim, Ribatejo) ist eine portugiesische Fado-Sängerin.

## Karriere
Cristina Branco stammt nicht mehr aus der ungebrochenen Tradition des Fado. Nach ihrer eigenen Angabe wurde sie zum Fado durch Schallplatten von Amália Rodrigues gebracht, die ihr zum 18. Geburtstag ihr Großvater schenkte. 
Ursprünglich wollte sie Journalistin werden. Musikalisch war sie eher am Werk von Sängerinnen wie Billie Holiday, Ella Fitzgerald, Janis Joplin und Joni Mitchell interessiert. Die Entdeckung des Fado unter dem Eindruck, den die Stimme Amálias bei ihr hinterlassen hatte, leitete dann ihre Karriere als Sängerin ein. Nach einem Kurzauftritt in einer portugiesischen Fernsehsendung wird sie in die Niederlande eingeladen, wo sie 1996 im Zaal 1 in Amsterdam ihr erstes öffentliches Konzert gibt. Die Aufnahmen ihres dortigen Auftritts der Tage 25.–27. April 1997, anlässlich des 23-jährigen Jubiläums der Nelkenrevolution, werden 1998 im Selbstverlag als CD veröffentlicht. In der Folge steigt das Interesse an Cristina Branco, auch im Rahmen eines allgemein neu erwachenden Interesses an Fado. Sie unternimmt Konzertreisen durch ganz Europa und Nordamerika und nimmt weitere CDs auf. 
Entsprechend ihrem eigenen Verständnis ist sie keine reine Fadista, sondern eine Sängerin, die auch Fado singt. So nimmt sie beispielsweise mit dem Album Abril Lieder von José Afonso neu auf, vertont auf O Descobridor Werke von Jan Jacob Slauerhoff, und kreuzt mit Fado Tango beide Stile.
Immer wieder erweitert sie ihr Repertoire über die traditionellen Grenzen hinaus, ohne die Verbindung zum ursprünglichen Fado aufzugeben. Zu ihren zahlreichen Projekten gehörte im Januar 2019 das Programm „Fado & more: Cristina Branco“, dass sie mit der hr-Bigband am 17. und 18. Januar 2019 im hr-Sendesaal in Frankfurt am Main unter der Leitung von Mário Laginha aufnahm und das danach wiederholt im Fernsehen ausgestrahlt wurde.
2016 erschien Menina, das erste Album einer Trilogie, in der sie in Kooperationen mit Künstlern anderer Stilrichtungen die Grenzen des Fado deutlich erweitert und überschreitet, darunter Deolinda und der in Berlin lebende angolanische Musiker Kalaf Epalanga. Das zweite Album der Trilogie, Branco, zählte erneut mit der Kooperation zahlreicher Künstler, darunter Mário Laginha, Sérgio Godinho und erneut der Buraka-Som-Sistema-Musiker Kalaf. Das Album erhielt den renommierten Schallplattenpreis Prémio Carlos Paredes. Mit Eva, in deren Stücken sie die Persönlichkeit ihres alter-egos Eva Haussmanns annahm, schloss sie 2020 die Trilogie ab. Wie beide Vorgängeralben kam auch Eva unter die Top-5 der portugiesischen Charts.
Nach Amoras Numa Tarde de Outono (2022), ihrem zweiten Album mit dem Pianisten João Paulo Esteves da Silva, kehrte sie 2023 mit Mãe zum traditionellen Fado zurück.

## Diskografie
Alben

| Jahr | Titel                                  | Höchstplatzierung, Gesamtwochen, AuszeichnungChartsChartplatzierungen (Jahr, Titel, Platzierungen, Wochen, Auszeichnungen, Anmerkungen) | Anmerkungen                              |
| Jahr | Titel                                  | PT | Anmerkungen                              |
| ---- | -------------------------------------- | --- | ---------------------------------------- |
| 2005 | Ulisses                                | PT22 (4 Wo.)PT |                                          |
| 2007 | Abril                                  | PT26 (3 Wo.)PT |                                          |
| 2009 | Kronos                                 | PT19 (2 Wo.)PT | Erstveröffentlichung: 9. März 2009       |
| 2011 | Fado/Tango (Não há só tangos em Paris) | PT2 (9 Wo.)PT |                                          |
| 2013 | Alegria                                | PT3 Gold · (5 Wo.)PT | Erstveröffentlichung: 21. Mai 2013       |
| 2016 | Menina                                 | PT4 (6 Wo.)PT | Erstveröffentlichung: 16. September 2016 |
| 2018 | Branco                                 | PT3 (11 Wo.)PT | Erstveröffentlichung: 23. Februar 2018   |
| 2020 | Eva                                    | PT3 (11 Wo.)PT | Erstveröffentlichung: 20. März 2020      |

Weitere Alben
- 1998: Cristina Branco in Holland
- 1999: Murmúrios

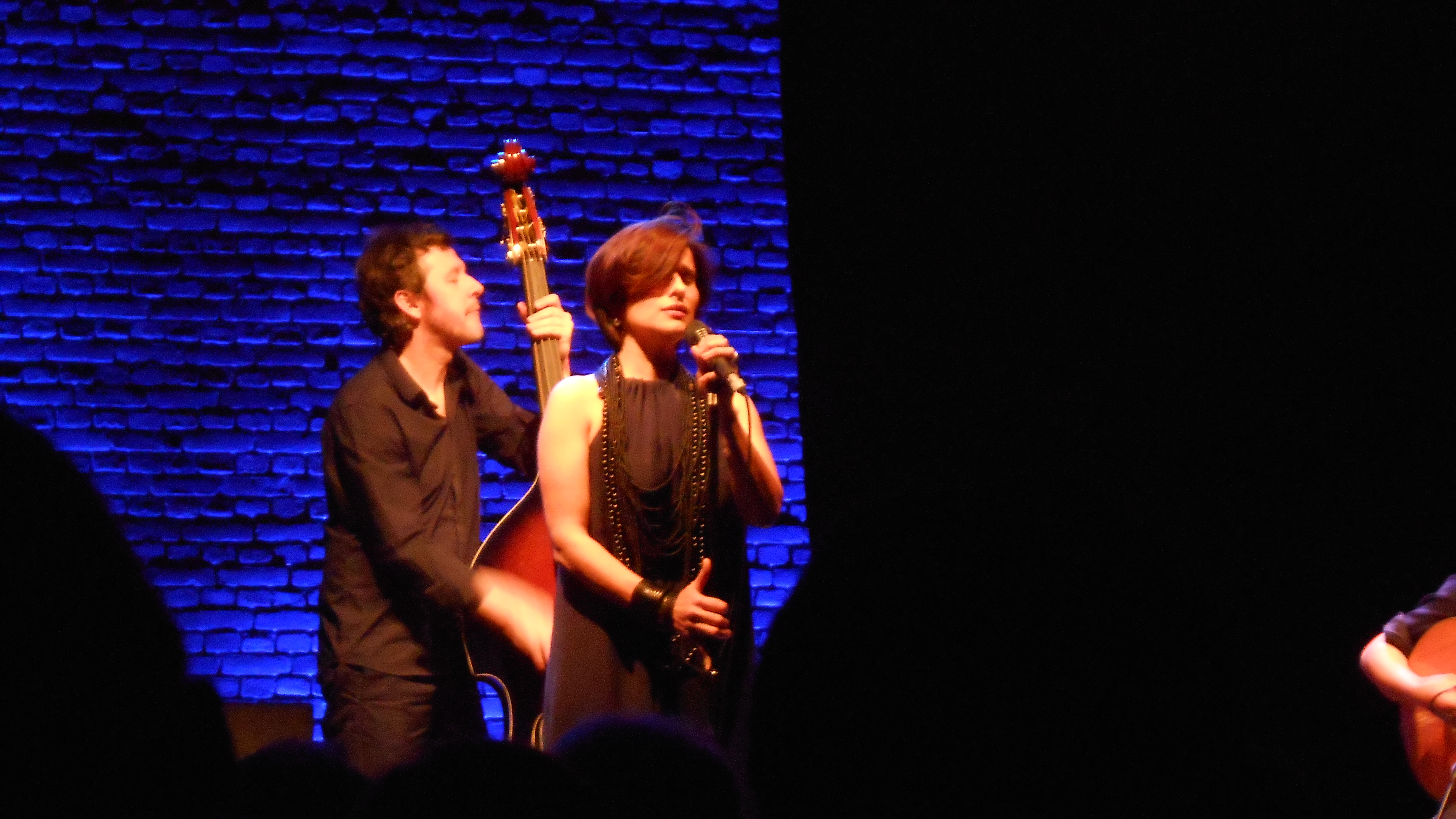
Cristina Branco in Bochum (März 2014)

- 2000: O descobridor – Cristina Branco canta Slauerhoff
- 2000: Post-Scriptum
- 2001: Corpo Iluminado
- 2003: Sensus
- 2006: Live
- 2014: Idealist

## Auszeichnungen für Musikverkäufe
| Goldene Schallplatte - Niederlande - 2002: für das Album Corpo Iluminado - 2009: für das Album Murmúrios | Platin-Schallplatte - Niederlande - 2001: für das Album O descobridor – Cristina Branco canta Slauerhoff - 2005: für das Album Sensus |

Anmerkung: Auszeichnungen in Ländern aus den Charttabellen bzw. Chartboxen sind in ebendiesen zu finden.
| Land/RegionAuszeichnungen für Musikverkäufe (Land/Region, Auszeichnungen, Verkäufe, Quellen) | Gold     | Platin     | Verkäufe | Quellen         |
| -------------------------------------------------------------------------------------------- | -------- | ---------- | -------- | --------------- |
| Niederlande (NVPI)                                                                           | 2× Gold2 | 2× Platin2 | 105.000  | nvpi.nl         |
| Portugal (AFP)                                                                               | Gold1    | —          | 7.500    | Einzelnachweise |
| Insgesamt                                                                                    | 3× Gold3 | 2× Platin2 |          |                 |